# 5月25日
5月25日（ごがつにじゅうごにち）は、グレゴリオ暦で年始から145日目（閏年では146日目）にあたる。年末まで220日ある。

## できごと

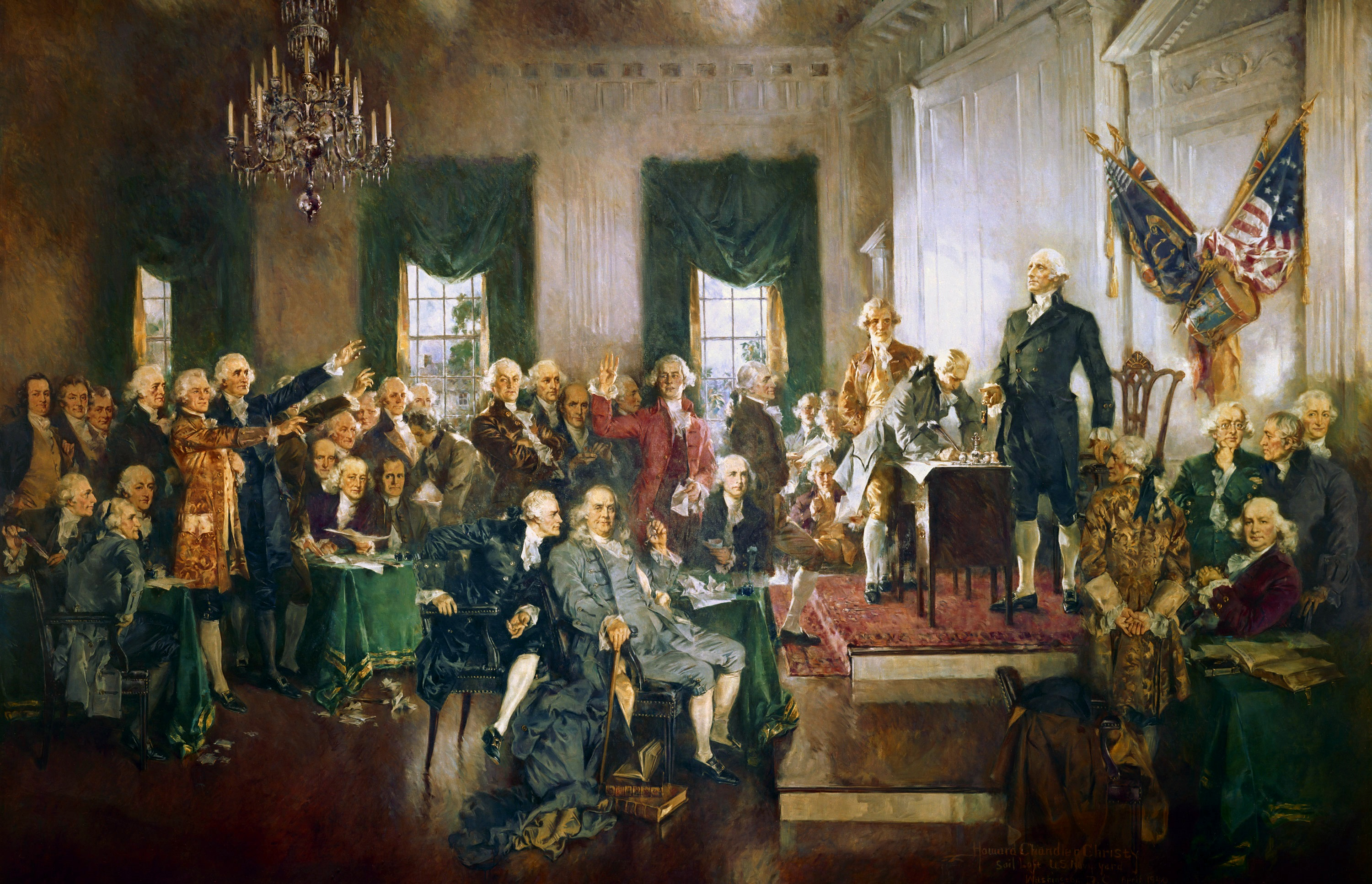
アメリカ合衆国憲法制定のためのフィラデルフィア憲法制定会議開会(1787)。

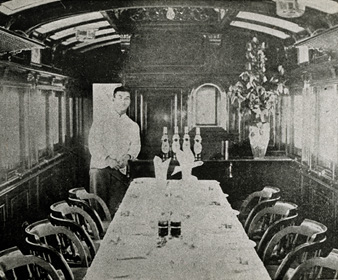
日本初の食堂車(1899)、山陽鉄道食堂付1等車。

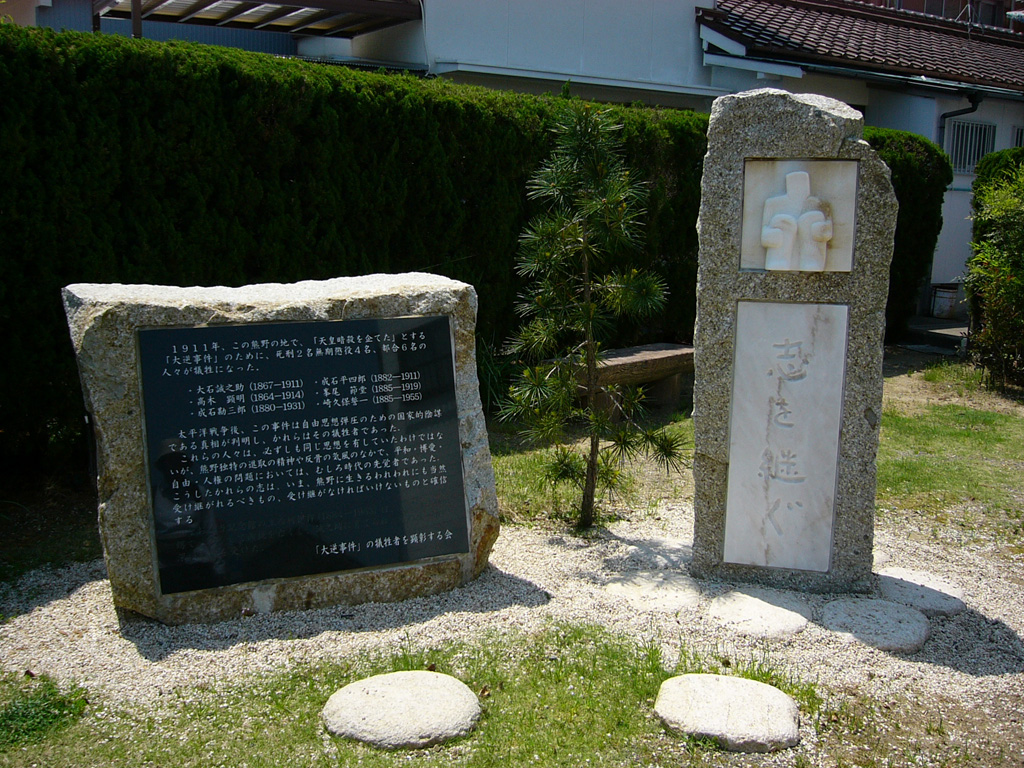
大逆事件の検挙開始(1910)。画像は記念碑「志を継ぐ」

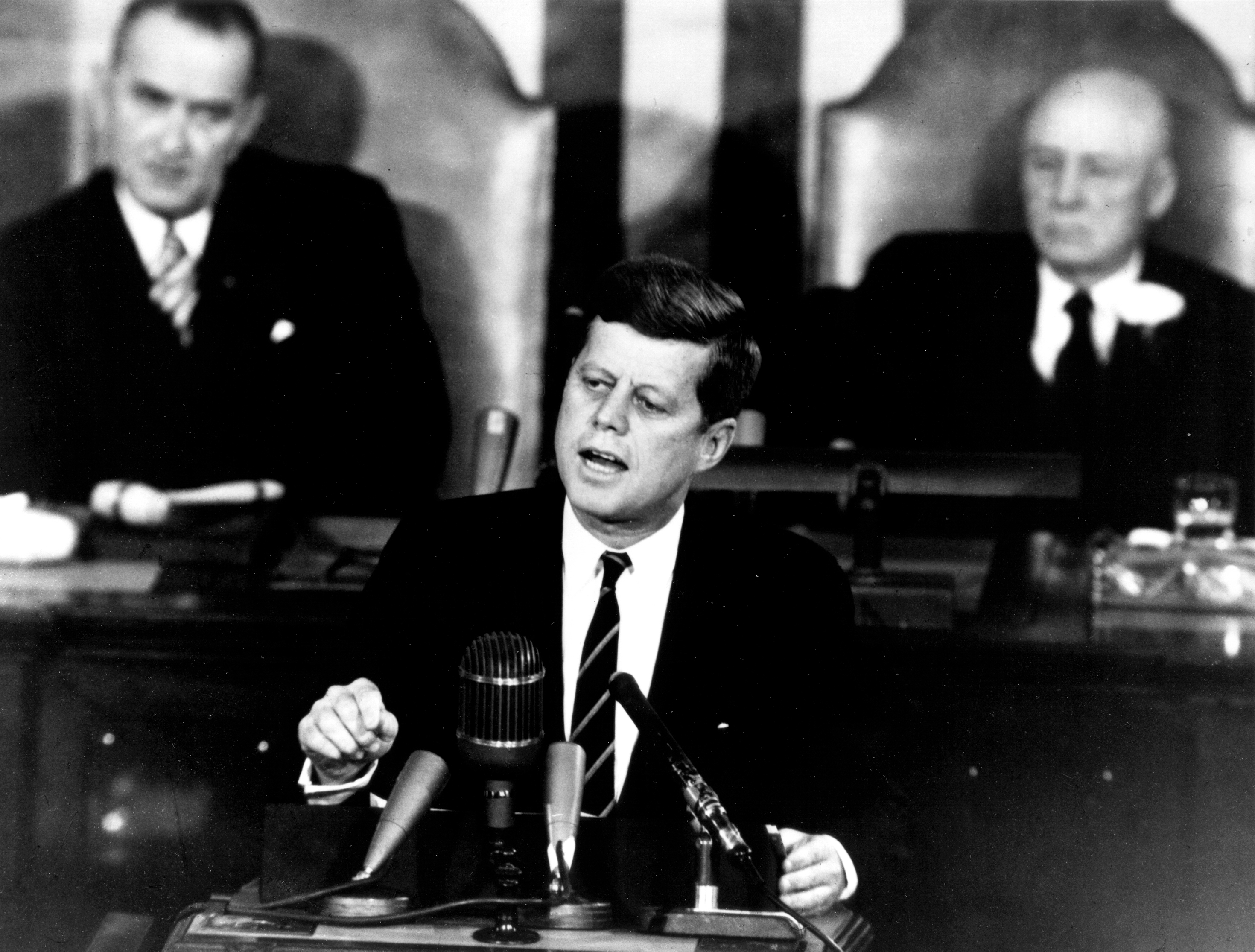
ケネディ、月着陸計画の決定を発表(1961)。

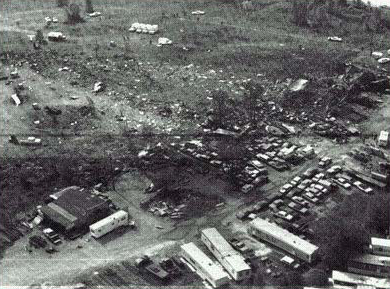
アメリカン航空191便墜落事故(1979)。

- 723年（養老7年4月17日） - 養老七年格（後の三世一身法）が発布される。
- 1526年（大永6年4月14日） - 駿河国守護・今川氏親が今川仮名目録を制定。
- 1615年（慶長20年4月28日） - 大坂夏の陣が開戦。
- 1657年 - イングランド共和国で謙虚な請願と勧告が制定。
- 1659年 - リチャード・クロムウェルがイングランド護国卿を辞任。
- 1787年 - フィラデルフィア憲法制定会議が定足数の7州の代表が集まったことにより開会。
- 1810年 - アルゼンチン（当時はリオ・デ・ラ・プラタ副王領）のブエノス・アイレスで五月革命が起こる。
- 1871年（明治4年4月7日） - 日本初の特許法令である「専売略規則」発布。
- 1876年 - 青森県二戸郡・宮城県気仙郡が岩手県に移管され、現在の岩手県・青森県の県域が確定。
- 1887年 - 福島県東蒲原郡が新潟県に移管され、福島県・新潟県の県域が現在の形になる。
- 1895年 - 下関条約による日本への台湾割譲を阻止しようとした清の官僚唐景崧が台湾民主国の成立を宣言。
- 1899年 - 山陽鉄道（現・山陽本線）が運行した京都 - 三田尻（現・防府）間の列車に日本初の食堂車が連結。
- 1908年 - 日本とコロンビアが国交樹立。
- 1910年 - 幸徳事件（大逆事件）の検挙が開始される。
- 1915年 - 梁瀬長太郎が梁瀬商会（現在のヤナセ）を設立。
- 1922年 - 第1回全国青年団大会が開催[1]。
- 1941年 - 中華民国駐英大使郭泰祺とアメリカ国務長官ハルがワシントンで不平等条約改正の交換公文に署名する。
- 1945年 - 第二次世界大戦・日本本土空襲: B29爆撃機470機が東京を空襲し、山手の都区部の大部分を焼失。死者3651人。また、この空襲で天下三名槍の一つ、御手杵が焼失した。
- 1949年 - 商工省・貿易庁・石炭庁を統合して通商産業省（現・経済産業省）が発足。
- 1951年 - 内閣が「人名用漢字別表」を告示。人名用漢字92字を定める。
- 1953年 - アメリカ合衆国が、史上初かつこれまでで唯一の核砲弾の実射試験を行う。
- 1954年 - 写真家ロバート・キャパがインドシナ戦争取材中に地雷に触れて爆死。
- 1955年 - 世界3位の高峰カンチェンジュンガに英国登山隊が初登頂。
- 1955年 - 岩波書店から『広辞苑』初版が刊行される。
- 1957年 - そごう東京店（有楽町そごう）が開店[2]。キャンペーンソングの「有楽町で逢いましょう」が流行する。
- 1959年 - 戦後初の国産潜水艦おやしおが進水式。
- 1960年 - 大修館書店が諸橋轍次の『大漢和辞典』の最終巻を刊行。
- 1961年 - アポロ計画: アメリカ合衆国大統領ジョン・F・ケネディが「10年以内に人間を月に到達させる」と声明。
- 1963年 - アフリカ統一機構（OAU）が発足。
- 1968年 - 篠栗線篠栗 - 桂川が開通し、篠栗線が全線開通。
- 1970年 - 黒い霧事件でコミッショナー委員会が西鉄の3選手の球界永久追放を決定。
- 1971年 - 大韓民国（第三共和国時代）で、第8代総選挙が行なわれる。
- 1972年 - 北海道雄武町で大火。町の中心部で47棟焼失[3]。
- 1976年 - 新幹線の乗客数が10億人を突破[4]。
- 1977年 - スター・ウォーズシリーズ第1作『スター・ウォーズ』（後に『スター・ウォーズ エピソード4/新たなる希望』に改題）がアメリカで公開[5]。
- 1979年 - アメリカン航空191便墜落事故が発生。
- 1981年 - 湾岸協力会議設立。
- 1982年 - フォークランド紛争: イギリス海軍の駆逐艦コヴェントリーがアルゼンチン軍機の攻撃により沈没。
- 1985年 - 日本国の国籍法改正。国際結婚の際に夫婦同姓・夫婦別姓のいずれも選択可能になる。
- 1986年 - ハンズ・アクロス・アメリカが開催される。
- 1989年 - アメリカが日本に対し包括通商法スーパー301条を適用し、日本を不公平貿易国に指定。
- 1990年 - バブル景気: 1986年12月以来の大型景気が42か月目となり、戦後2番目の岩戸景気と並ぶ。
- 1997年 - シエラレオネでジョニー・ポール・コロマ少佐がクーデター。アフマド・テジャン・カバーを国外追放し国家元首に就任。
- 1999年 - アメリカの「合衆国安全保障並びに中華人民共和国との軍事・経済問題に関する特別委員会」がコックス報告書の改定版を公開。
- 2000年 - レバノン内戦: レバノン南部を22年間占領していたイスラエル軍が撤退[6]。
- 2002年 - 台湾海峡の上空でチャイナエアライン611便空中分解事故が起こる。
- 2002年 - 南海和歌山港線の末端部分和歌山港駅 - 水軒駅間が最終運行。翌5月26日廃止[7]。
- 2005年 - 靖国問題などで日中関係悪化を欧米・東アジア各国のマスコミが一斉に報道する。
- 2009年 - 北朝鮮が、2006年以来3年振り2回目の核実験を強行する。
- 2009年 - 板橋資産家夫婦放火殺人事件が起こる。
- 2014年 - AKB48握手会傷害事件が発生。岩手県滝沢市の岩手産業文化センターで開催されていたAKB48の握手会で、メンバーの川栄李奈、入山杏奈と会場整理スタッフの男性が負傷した。
- 2015年 - 午後2時28分ごろ、埼玉県北部を震源とする深さ56km、マグニチュード5.5の地震が発生し、茨城県土浦市で最大震度5弱の揺れを観測する[8]。
- 2019年 - ドナルド・トランプアメリカ合衆国大統領夫妻が国賓として訪日。同月28日まで滞日した[9][10]。
- 2020年 - アメリカミネソタ州で、黒人男性ジョージ・フロイドが、警官に膝で首を押さえ付けられ死亡する[11]。
- 2020年 - 緊急事態宣言を全面解除。

## 誕生日

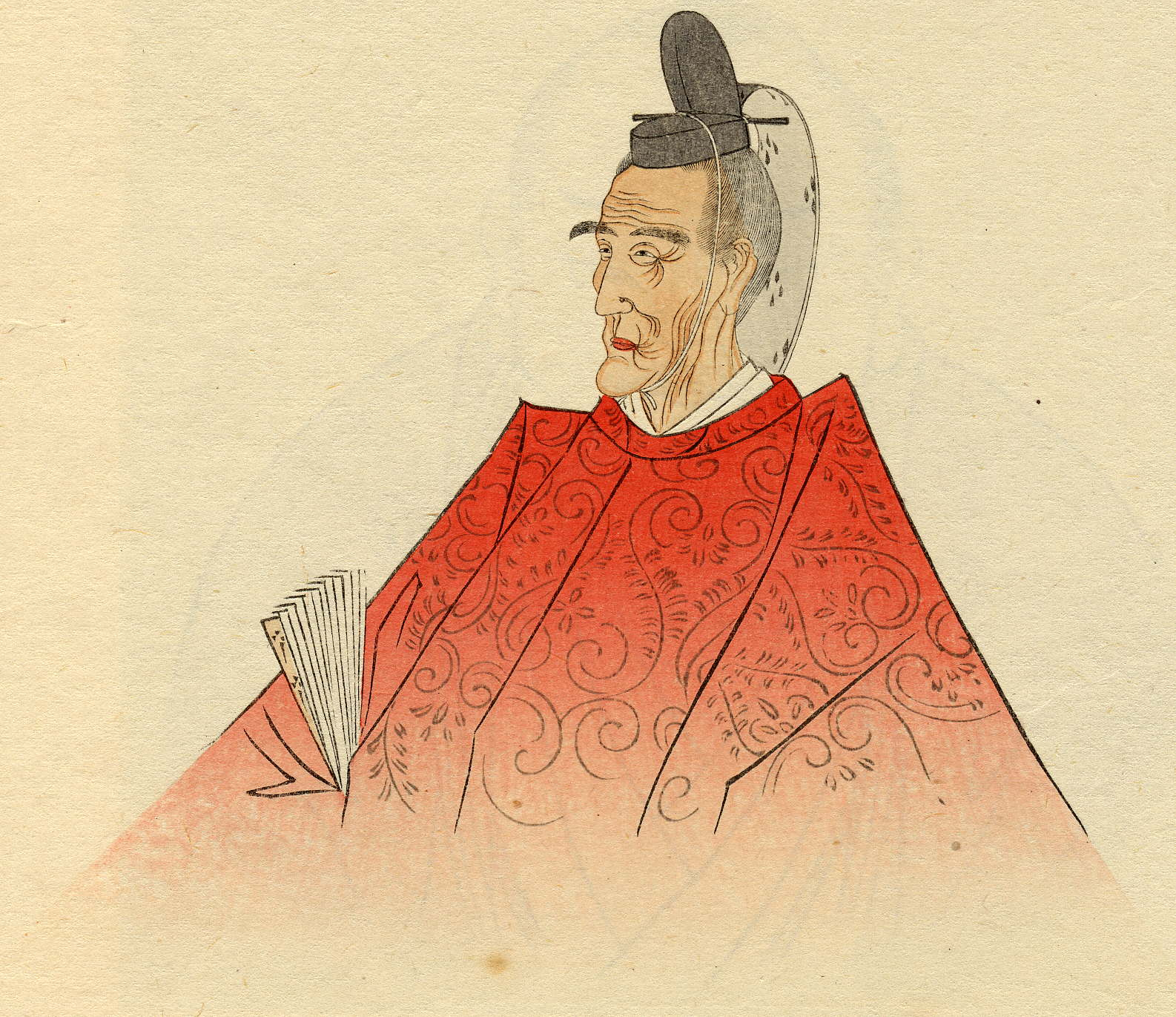
歌人香川景樹(1768-1843)誕生。

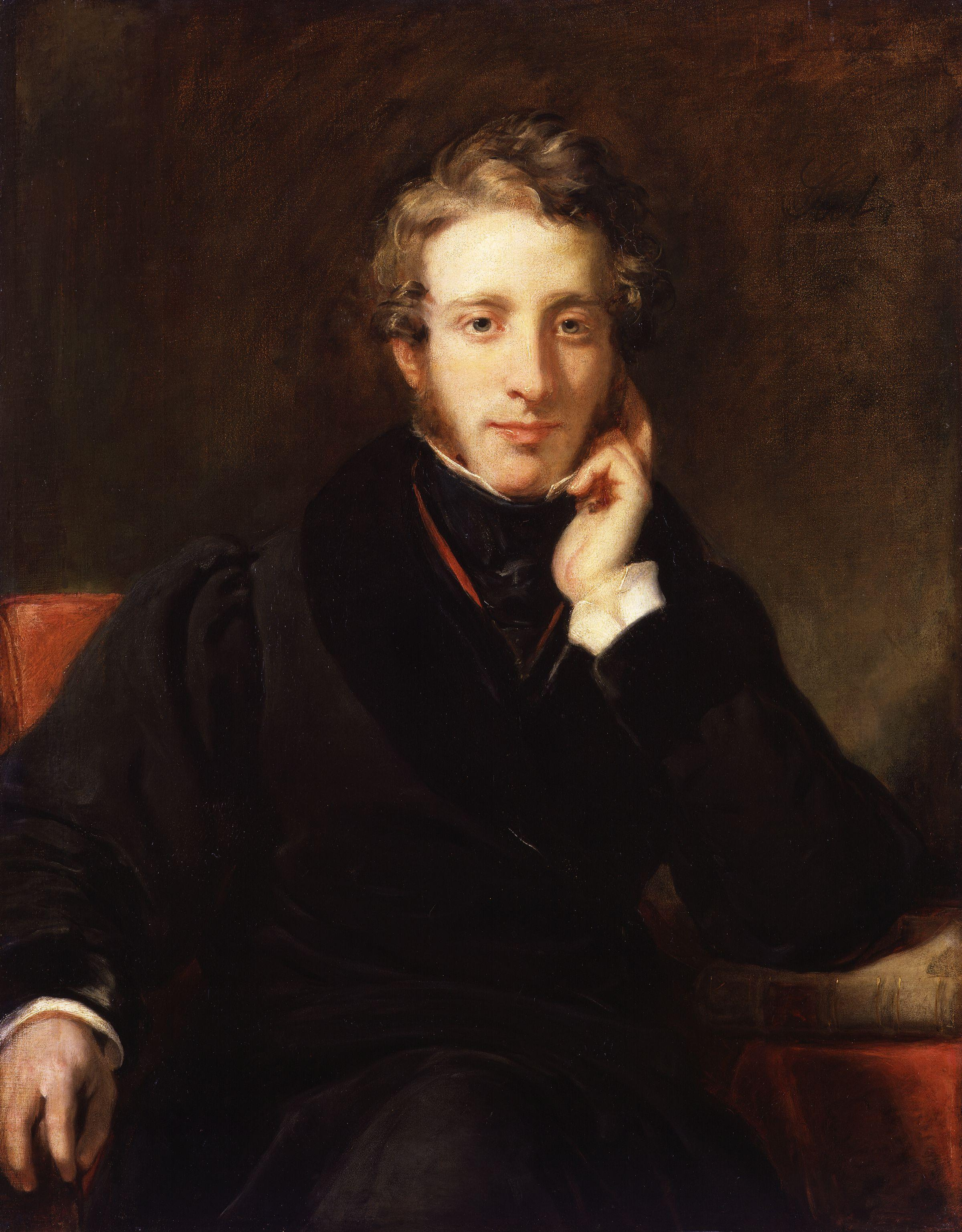
小説家・政治家エドワード・ブルワー＝リットン(1803-1873)誕生。

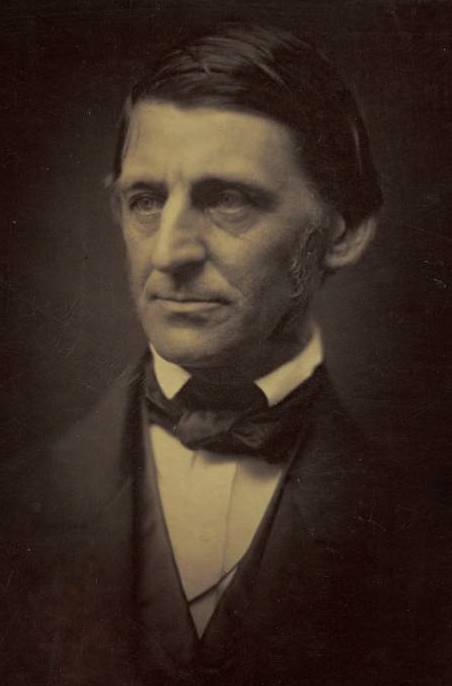
超越主義の思想家、ラルフ・ワルド・エマーソン(1803-1882)誕生。

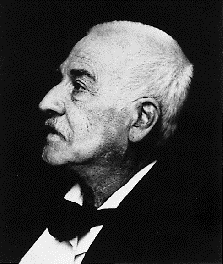
歴史家ヤコブ・ブルクハルト(1818-1897)誕生。

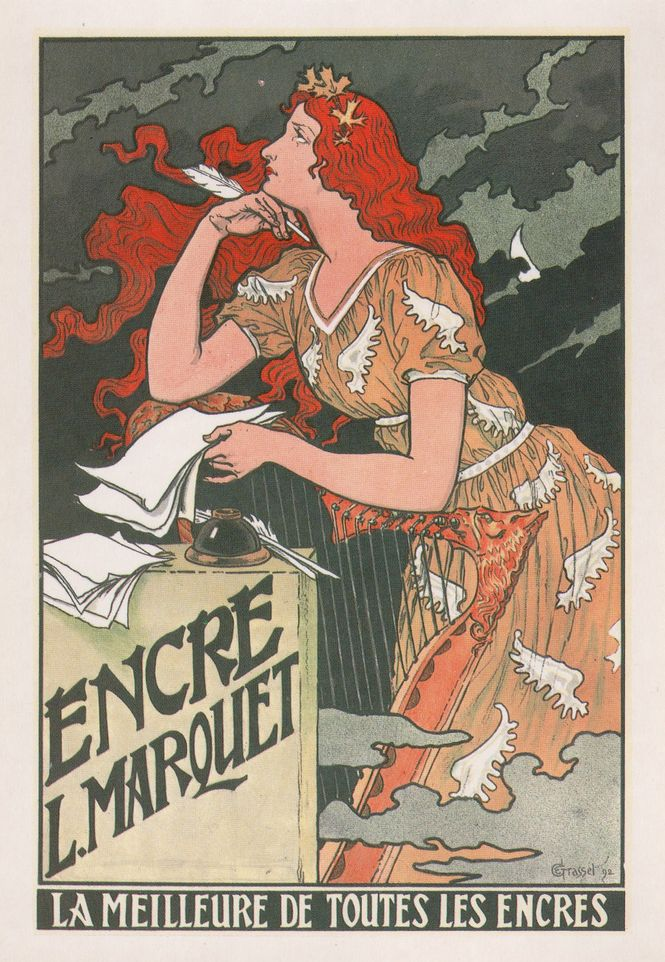
グラフィックデザイナー、ウジェーヌ・グラッセ(1845-1917)誕生。アール・ヌーヴォーの先駆者。
画像は『L.Marquetのインク』(1892)

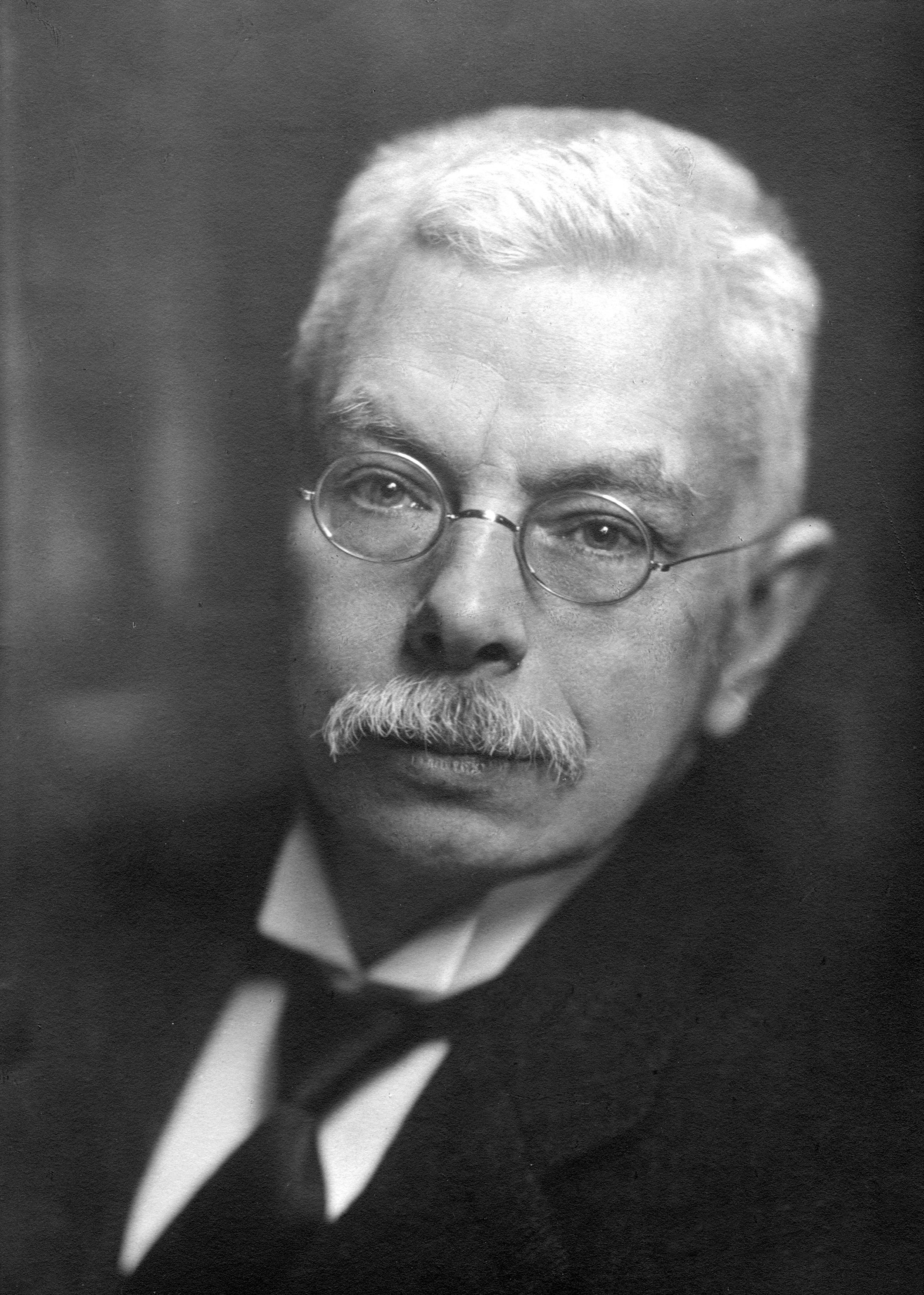
ゼーマン効果を発見した物理学者ピーター・ゼーマン(1865-1943)誕生。

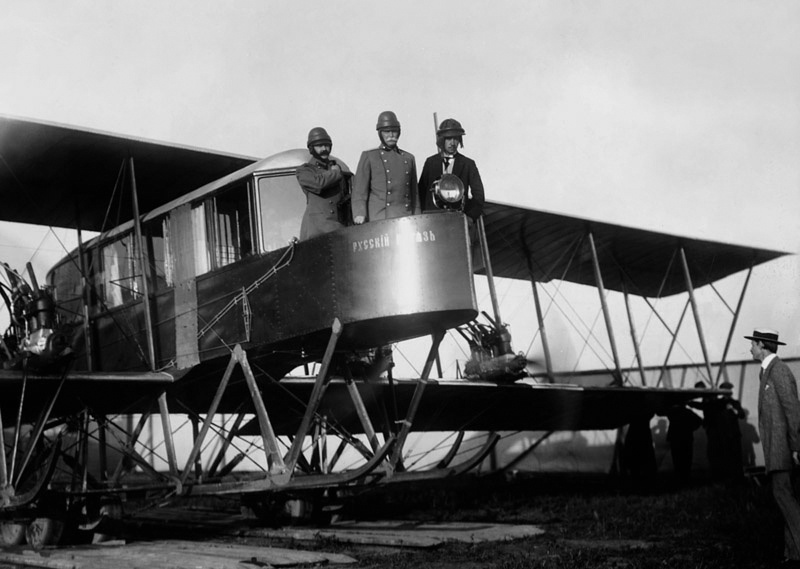
航空機製造のパイオニア、イゴール・シコルスキー(1889-1972)誕生。画像は世界初の4発機「Russky Vityaz」(1915)

### 人物
- 1334年（建武元年4月22日） - 崇光天皇、北朝第3代天皇（+ 1398年）
- 1616年 - カルロ・ドルチ、画家（+ 1686年）
- 1672年（寛文12年4月28日）- 阿部正喬、第4代忍藩主（+ 1750年）
- 1702年（元禄15年4月29日）- 松平定郷、第5代今治藩主（+ 1763年）
- 1713年 - 第3代ビュート伯爵ジョン・ステュアート - イギリス首相（+ 1792年）
- 1738年（元文3年4月7日）- 木下利忠、第7代足守藩主（+ 1809年）
- 1768年（明和5年4月10日） - 香川景樹、歌人、国学者（+ 1843年）
- 1780年（安永15年4月22日）- 池田仲雅、第7代鹿奴藩主（+ 1841年）
- 1802年 - ヨハン・フリードリヒ・フォン・ブラント、自然学者（+ 1879年）
- 1803年 - 初代リットン男爵エドワード・ブルワー＝リットン、小説家、劇作家（+ 1873年）
- 1803年 - ラルフ・ワルド・エマーソン、思想家、哲学者、作家、詩人、エッセイスト（+ 1882年）
- 1818年 - ヤコブ・ブルクハルト、歴史家（+ 1897年）
- 1829年（文政12年4月23日） - 大河内信古、三河吉田藩主、大坂城代（+ 1888年）
- 1840年 - アル・リーチ、野球選手（+ 1928年）
- 1845年 - ウジェーヌ・グラッセ、装飾芸術家（+ 1917年）
- 1846年 - ナイム・フラシャリ、小説家（+ 1900年）
- 1848年 - ヘルムート・ヨハン・ルートヴィヒ・フォン・モルトケ（小モルトケ）、ドイツ陸軍参謀総長（+ 1916年）
- 1858年 - ティップ・オニール、元プロ野球選手（+ 1915年）
- 1860年 - ダニエル・モロー・バリンジャー、地質学者（+ 1929年）
- 1865年 - ジョン・モット、宗教活動家（+ 1955年）
- 1865年 - ピーター・ゼーマン、物理学者（+ 1943年）
- 1867年 - エクトール・ギマール、建築家（+ 1942年）
- 1870年 - アルノルト・シュヴァスマン、天文学者（+ 1964年）
- 1873年 - アーチボルド・ジョイス、作曲家（+ 1963年）
- 1877年 - 神谷良平、医師、政治家、元千葉県千葉市長（+ 1935年）
- 1878年 - ビル・ボージャングル・ロビンソン、タップダンサー（* 1949年）
- 1880年 - 三浦政治、教育者（+ 1962年）
- 1889年 - イゴール・シコルスキー、シコルスキー・エアクラフト創立者（+ 1972年）
- 1889年 - 吉田三郎、彫刻家（+ 1962年）
- 1889年 - ギュンター・リュッチェンス、ドイツ軍人（+ 1941年）
- 1893年 - 浜田廣介、童話作家（+ 1973年）
- 1898年 - ミッシャ・レヴィツキ、ピアニスト（+ 1941年）
- 1899年 - 塩田良平、国文学者、随筆家、元二松学舎大学学長（+ 1971年）
- 1900年 - 佐々木更三、政治家（+ 1985年）
- 1903年 - 中村清、内務官僚、三重県副知事、衆議院議員（+ 1993年）
- 1905年 - マーティン・ディーゴ、元プロ野球選手（+ 1971年）
- 1906年 - 村上朝一、裁判官（+ 1987年）
- 1906年 - 角田喜久雄、推理作家（+ 1994年）
- 1907年 - ウー・ヌ、政治家（+ 1995年）
- 1907年 - 根本龍太郎、政治家（+ 1990年）
- 1908年 - 藤林甲、照明技師（+ 1979年）
- 1913年 - オスカー＝ハインリヒ・ベール、ドイツ空軍のエース・パイロット（+1957年）
- 1917年 - 宇野錦次、元プロ野球選手（+ 1997年）
- 1921年 - ハル・デイヴィッド、作詞家（+ 2012年）
- 1921年 - ジャック・シュタインバーガー、物理学者（+ 2020年）
- 1922年 - 鈴木精二、実業家、元三菱化成（現三菱ケミカル）社長（+ 2000年）
- 1922年 - 白川一、元プロ野球選手（+ 1983年）
- 1927年 - 藤沢良一、元クロスカントリースキー、ノルディック複合、スキージャンプ選手
- 1927年 - ロバート・ラドラム、小説家（+ 2001年）
- 1929年 - ビヴァリー・シルズ、ソプラノ歌手（+ 2007年）
- 1930年 - ソニア・リキエル、ファッションデザイナー（+ 2016年）
- 1931年 - ジム・マーシャル、元プロ野球選手
- 1932年 - K・C・ジョーンズ、バスケットボール選手、指導者（+ 2020年）
- 1934年 - 米倉健司、プロボクサー、ヨネクラボクシングジム会長（+ 2023年）
- 1936年 - 寺崎昭久、政治家（+ 2017年）
- 1938年 - 豊田有恒、SF作家（+ 2023年）
- 1938年 - 石原伸司、作家（+ 2018年）
- 1938年 - レイモンド・カーヴァー、小説家、詩人（+ 1988年）
- 1939年 - 菊池武夫、ファッションデザイナー
- 1939年 - 岩佐恵美、政治家
- 1939年 - イアン・マッケラン、俳優
- 1940年 - 荒木経惟、写真家
- 1940年 - ペピーノ・ガリアルディ、歌手（+ 2023年）
- 1940年 - 西木正明、小説家（+ 2023年）
- 1941年 - ウラジーミル・ヴォローニン、政治家、第3代モルドバ大統領
- 1944年 - フランク・オズ、映画監督
- 1945年 - 正垣宏倫、元プロ野球選手
- 1945年 - 山田スミ子、女優（+ 2019年）
- 1947年 - 小倉智昭、ニュースキャスター（+ 2024年）
- 1948年 - クラウス・マイネ、ヴォーカリスト (スコーピオンズ)
- 1949年 - 葛城ユキ、歌手（+ 2022年）
- 1950年 - 友部正人、シンガーソングライター、詩人
- 1950年 - 中礼政博、元プロ野球選手
- 1951年 - 石井純二、実業家、銀行家、札幌証券取引所理事長、元北洋銀行頭取
- 1951年 - フランソワ・バイル、政治家
- 1951年 - 徳武弘文、ギタリスト（+ 2025年）
- 1951年 - ステファニー・ポンド・スミス、元子役（+ 1998年）
- 1952年 - 金井正幸、元プロ野球選手
- 1952年 - ケント・ギルバート、タレント
- 1952年 - 林正広、元プロ野球選手
- 1953年 - ダニエル・パサレラ、元サッカー選手、指導者
- 1953年 - ダディ竹千代、ミュージシャン、音楽プロデューサー（+ 2024年）
- 1953年 - ガエターノ・シレア、サッカー選手（+ 1989年）
- 1955年 - 江川卓、元プロ野球選手
- 1955年 - 桂小枝、落語家
- 1955年 - 小鷹卓也、元プロ野球選手
- 1956年 - シュガー・マイノット、ミュージシャン
- 1956年 - 後藤達俊、プロレスラー
- 1958年 - 石原修治、元プロ野球選手
- 1958年 - ポール・ウェラー、ミュージシャン
- 1959年 - 広瀬明彦、元プロ野球選手
- 1960年 - 浜口和義、元サッカー選手、指導者
- 1961年 - ヒロ斎藤、プロレスラー
- 1961年 - 大橋勇樹、調教師
- 1962年 - カイヤ、タレント
- 1962年 - エマニュエル・ベベニョン、クリスチャン社会運動家、大学講師
- 1963年 - 西村しのぶ、漫画家
- 1964年 - 大山正篤、ドラマー（元ZIGGY）
- 1964年 - 中野美紀、アイドル歌手
- 1965年 - 陣内大蔵、シンガーソングライター
- 1967年 - 亀井芳子、声優
- 1968年 - ホセ・カレーニョ、バレエダンサー
- 1968年 - 多岐篤司、元プロ野球選手
- 1969年 - 二ノ宮知子、漫画家
- 1969年 - 辻一弘、メイクアップアーティスト
- 1969年 - アン・ヘッシュ、女優（+ 2022年）
- 1970年 - ゆきのさつき、声優
- 1970年 - 米山信之、元俳優、元声優
- 1970年 - 波留敏夫、元プロ野球選手
- 1970年 - ルイス・オルティス、元プロ野球選手
- 1970年 - オクタヴィア・スペンサー、女優
- 1971年 - 広沢好輝、俳優、スポーツライター、元プロ野球選手
- 1971年 - 伊坂幸太郎、小説家
- 1971年 - 内山久美子、アナウンサー
- 1971年 - 竹内昌也、元プロ野球選手
- 1971年 - エンジェル・エチェバリア、元プロ野球選手（+ 2020年）
- 1972年 - 石田ひかり、女優
- 1973年 - 古山あゆみ、声優
- 1974年 - ミゲル・テハダ、元プロ野球選手
- 1974年 - 秋吉英美、タレント
- 1974年 - OKAMA、漫画家、イラストレーター
- 1975年 - だいたひかる、お笑いタレント
- 1975年 - ランドール・サイモン、プロ野球選手
- 1975年 - ブレイズ・ヌクフォ、サッカー選手
- 1976年 - 山本辰生、ビーチバレー選手
- 1976年 - 高橋雄一、元アナウンサー
- 1976年 - イーサン・サプリー、俳優
- 1976年 - キリアン・マーフィー、俳優
- 1976年 - シェイン・コスギ、俳優
- 1976年 - ジョン・ウェイン・パー、キックボクサー
- 1976年 - ステファン・ホルム、走高跳選手
- 1977年 - 小林尽、漫画家
- 1977年 - tohko、歌手
- 1977年 - 山崎剛、総合格闘家
- 1977年 - アルベルト・ロドリゲス、プロレスラー
- 1978年 - トラビス・ヒューズ、プロ野球選手
- 1978年 - ブライアン・アーラッカー、アメリカンフットボール選手
- 1979年 - 空知英秋、漫画家
- 1979年 - 武藤貴也、政治家
- 1979年 - ジョニー・ウィルキンソン、ラグビーユニオン選手
- 1979年 - カルロス・ボカネグラ、元サッカー選手
- 1979年 - ペギー・リュインドゥラ、元サッカー選手
- 1980年 - 永坂悠、元ストリッパー
- 1980年 - 弓削智久、俳優
- 1981年 - 上野雄大、スキー選手
- 1982年 - 小林光一、ミュージシャン（MAYKIDZ、SAY MY NAME.、超飛行少年）
- 1982年 - ジェイソン・クベル、元プロ野球選手
- 1982年 - ステイシー・ペンスゲン、フィギュアスケート選手
- 1982年 - 宇高志保、元女優、元タレント
- 1982年 - 生井亜実、元女優、元タレント
- 1982年 - YOSHI-HASHI、プロレスラー
- 1982年 - ブラッド・スナイダー、元プロ野球選手
- 1982年 - ロジェール・ゲレイロ、元サッカー選手
- 1982年 - エゼキエル・ケンボイ、長距離走選手
- 1983年 - 細貝新、元サッカー選手
- 1984年 - 大橋拓文、囲碁棋士
- 1984年 - エンマ・マッローネ、歌手
- 1985年 - エリック・ヤング・ジュニア、プロ野球選手
- 1985年 - 梶原麻莉子、モデル
- 1985年 - ジミーサムP、音楽家、ボカロP
- 1985年 - ジョー・アノアイ、プロレスラー
- 1985年 - デンバ・バ、サッカー選手
- 1985年 - ヨシノサツキ、漫画家
- 1986年 - 上野樹里、女優
- 1986年 - 北条隆博、元俳優
- 1986年 - コリー・リオーダン、プロ野球選手
- 1986年 - ヨアン・グフラン、サッカー選手
- 1987年 - 吉岡さくら、声優
- 1987年 - カトショー、お笑い芸人
- 1987年 - 角中勝也、プロ野球選手
- 1987年 - 鈴木崇文、棒高跳び選手
- 1987年 - JULIA、AV女優
- 1987年 - カミル・ストッフ、スキージャンプ選手
- 1988年 - 藤井達也、タレント、歌手
- 1988年 - 吉田光治郎、ラグビーユニオン選手
- 1988年 - パヴェル・カシュカ、フィギュアスケート選手
- 1988年 - キャメロン・ファンデルバーグ、競泳選手
- 1989年 - 室龍太、俳優
- 1989年 - 久保智裕、俳優
- 1990年 - 三好心、女優、タレント、モデル
- 1990年 - 土橋琢史、ラジオパーソナリティ
- 1990年 - 保里小百合、アナウンサー
- 1990年 - 橋本和樹、プロレスラー
- 1990年 - 前田沙理（英語版）、バイアスロン選手
- 1990年 - 中山エリス、AV女優
- 1990年 - 星咲優菜、元AV女優
- 1990年 - ジャレッド・コザート、プロ野球選手
- 1990年 - テイラー・ロタンダ、プロレスラー
- 1991年 - 高木俊幸、サッカー選手
- 1991年 - 細中久里寿、元バレーボール選手
- 1992年 - 松本沙羅、声優
- 1992年 - 石岡諒太、プロ野球選手
- 1992年 - 森本将太、元プロ野球選手
- 1993年 - 比嘉展玖、俳優
- 1993年 - 堀江瞬[12]、声優
- 1993年 - 田津原理音、お笑いタレント
- 1993年 - 山口コンボイ、お笑い芸人（ケビンス）
- 1993年 - 橘麗衣、サッカー選手
- 1993年 - 谷田成吾、元野球選手
- 1994年 - 西野七瀬、女優、ファッションモデル、元アイドル（元乃木坂46）
- 1994年 - 木下ひなこ、ファッションモデル
- 1994年 - Kylee、歌手
- 1994年 - 久保朱莉、アナウンサー
- 1994年 - 一木有海、元タレント
- 1995年 - 秋吉あや、女優、声優
- 1995年 - 塩川菜摘、タレント、キャスター
- 1996年 - 山田朱莉、元モデル、元アイドル（元夢みるアドレセンス）
- 1996年 - 多田大輔、元プロ野球選手
- 1996年 - 宮内春輝[13]、プロ野球選手
- 1997年 - 日隈ジュリアス、元プロ野球選手
- 1997年 - シン・グァンイル、ドラマー、ボーカリスト（LUCY）
- 1998年 - 浜地真澄、プロ野球選手
- 1998年 - 今井順之助、元プロ野球選手
- 1998年 - 川上雛菜、元バレーボール選手
- 1999年 - 北野瑠華、アイドル（元SKE48）
- 1999年 - 武富礼衣、将棋女流棋士
- 1999年 - 清宮幸太郎、プロ野球選手
- 1999年 - 佐々木海空、バレーボール選手
- 2000年 - 橋本陽菜、アイドル（AKB48）
- 2001年 - 西野夢菜[14]、グラビアアイドル、女優
- 2001年 - 橋田尚希、サッカー選手
- 2001年 - 舩田璃々香、バレーボール選手
- 2002年 - 涼凪、女優、モデル
- 2002年 - 立花琴未、アイドル（CANDY TUNE）
- 2002年 - 村松灯、陸上競技選手
- 2004年 - 志田こはく、女優
- 2004年 - 奏来花、女優、モデル
- 2007年 - 長嶋凛桜、アイドル（乃木坂46）
- 2008年 - 有坂心花、ファッションモデル
- 生年不詳 - 安藤鈴菜、声優、アイドル（ピュアリーモンスター）
- 生年不詳 - 西野千明、アイドル（元真っ白なキャンバス）
- 生年不詳 - 香坂さき、声優
- 生年不詳 - 小松三月、声優
- 生年不詳 - 野川雅史[15]、声優
- 生年不詳 - 望月ゆみこ、声優
- 生年不詳 - 山本正樹、声優
- 生年不詳 - 池山田剛、漫画家
- 生年不詳 - 大海とむ、漫画家
- 生年不詳 - 朝田夢子、アナウンサー

### 人物以外（動物など）
- 1984年 - ヒデリュウオー、競走馬
- 1992年 - ダンスパートナー、競走馬（+ 2016年）
- 1999年 - デュランダル、競走馬、種牡馬（+ 2013年）

## 忌日

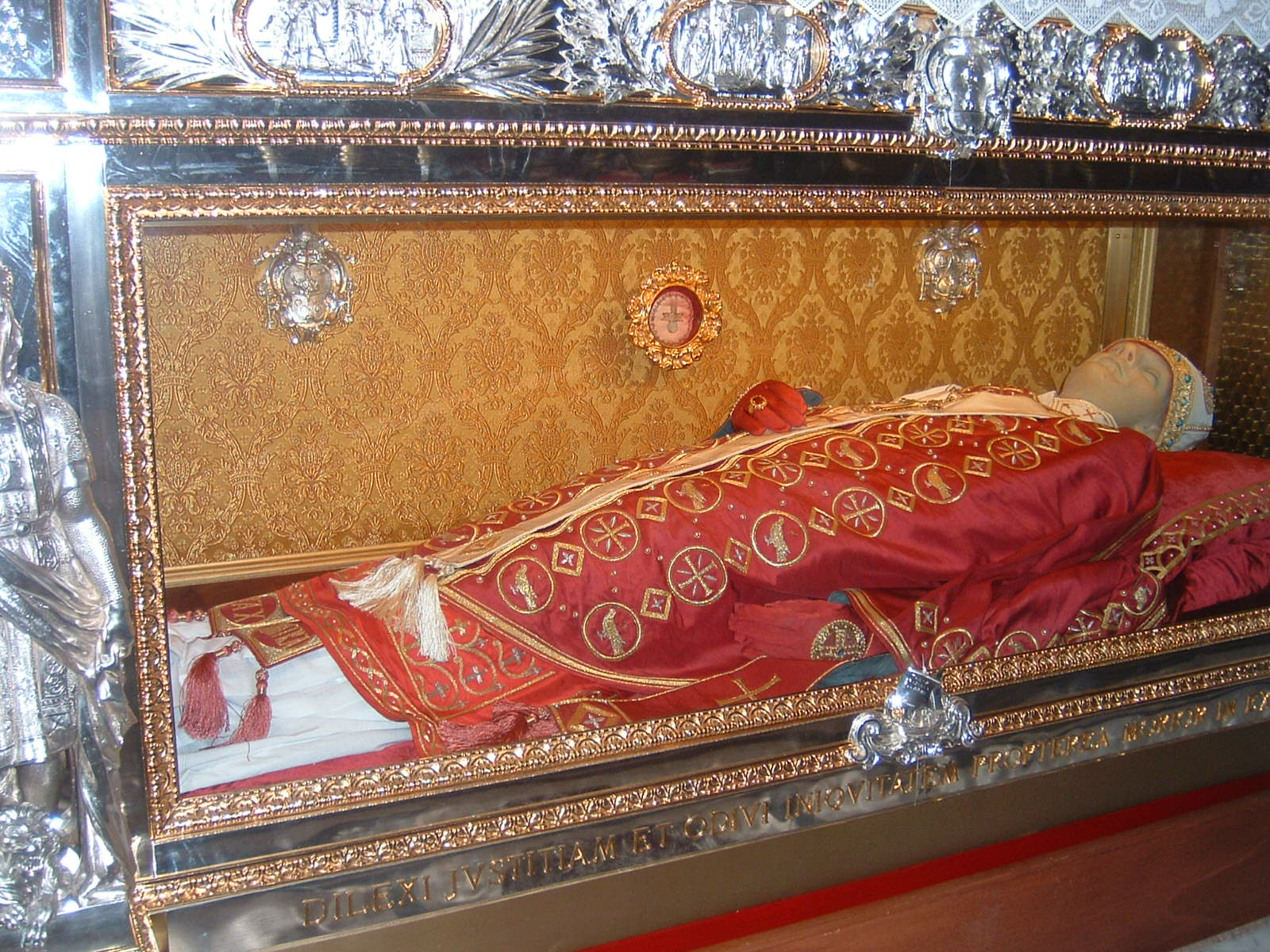
カノッサの屈辱で知られるローマ教皇グレゴリウス7世(1020-1085)没

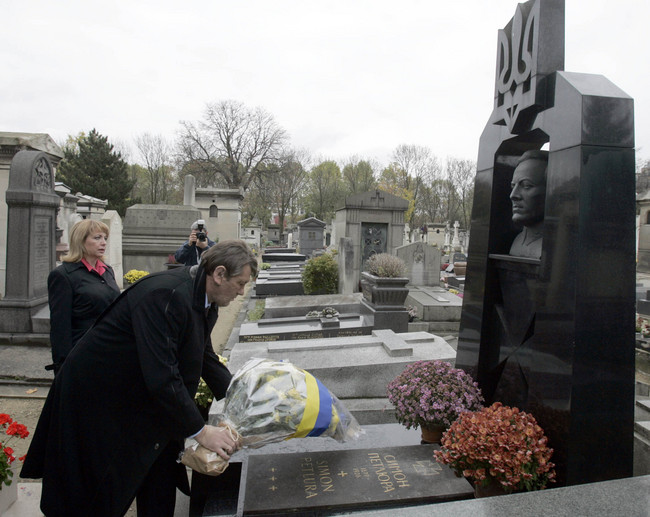
ウクライナの民族主義者シモン・ペトリューラ(1879-1926)、亡命先のパリで暗殺

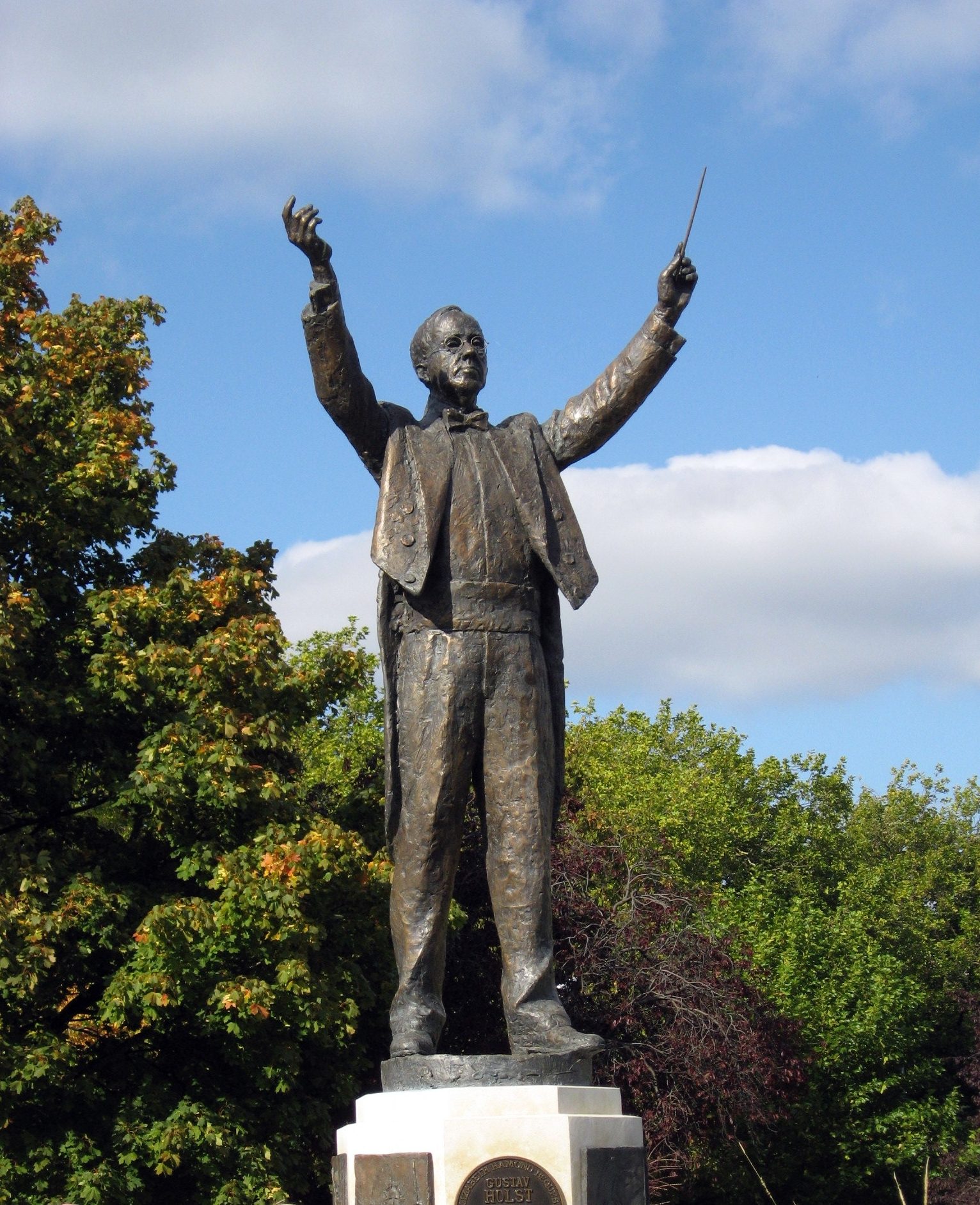
作曲家グスターヴ・ホルスト(1874-1934)没。

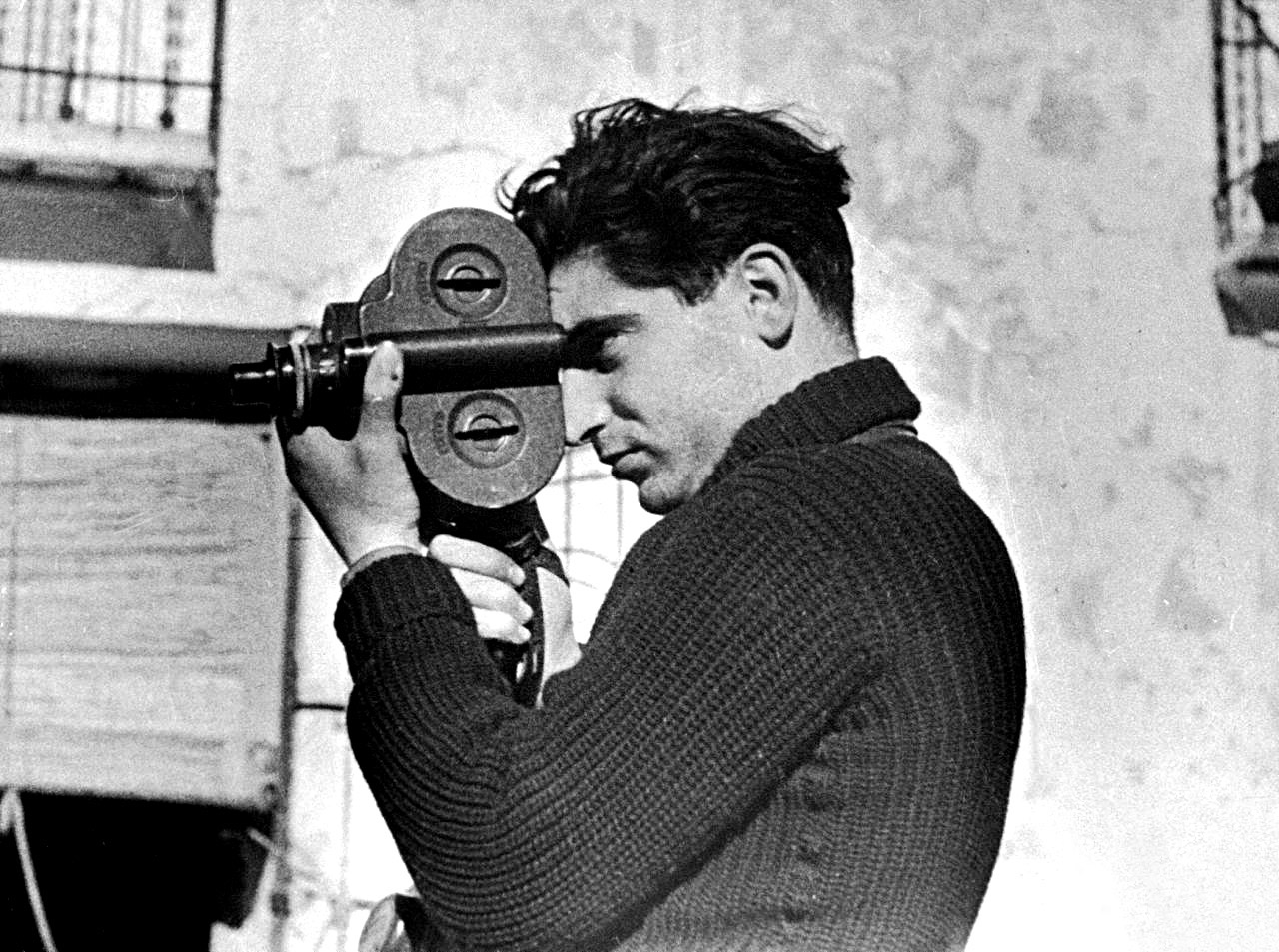
写真家ロバート・キャパ(1913-1954)、ベトナムで地雷により爆死

### 人物
- 1085年 - グレゴリウス7世、第157代ローマ教皇（* 1020年頃）
- 1221年（承久3年5月3日） - 惟明親王、平安・鎌倉時代の皇族（* 1179年）
- 1261年 - アレクサンデル4世、第181代ローマ教皇（* 1185年頃）
- 1332年（元弘2年/正慶元年5月1日） - 南条時光、駿河国の地頭（* 1259年）
- 1365年（貞治4年/正平20年5月4日） - 赤橋登子、足利尊氏の正室（* 1306年）
- 1367年（貞治6年/正平22年4月26日） - 足利基氏、室町幕府初代鎌倉公方（* 1340年）
- 1555年 - エンリケ2世、ナバラ王（* 1503年）
- 1627年（寛永4年4月11日） - 今井宗薫、堺の商人（* 1552年）
- 1675年（延宝3年閏4月1日） - 松平綱隆、松江藩主（* 1631年）
- 1681年 - ペドロ・カルデロン・デ・ラ・バルカ、劇作家、詩人（* 1600年）
- 1706年（宝永3年4月14日） - 戸田茂睡、国学者（* 1629年）
- 1786年 - ペドロ3世、ポルトガル王（* 1717年）
- 1842年（天保13年4月16日） - 松平頼恕、高松藩主（* 1798年）
- 1870年 - フェルディナント・フォン・ウランゲル、軍人、探検家（* 1796年）
- 1899年 - ローザ・ボヌール、画家、彫刻家（* 1822年）
- 1901年 - 中島湘煙、女権拡張運動家、作家（* 1864年）
- 1924年 - リューボフ・ポポーワ、美術家、画家（* 1889年）
- 1926年 - シモン・ペトリューラ、ウクライナの民族主義者（* 1879年）
- 1932年 - フランツ・フォン・ヒッパー、ドイツ海軍の大将（* 1863年）
- 1932年 - ヘンリー・ボイル、元プロ野球選手（* 1860年）
- 1934年 - グスターヴ・ホルスト、作曲家（* 1874年）
- 1936年 - ヤーン・レヴォスラフ・ベラ、作曲家（* 1843年）
- 1942年 - エマーヌエル・フォイアーマン、チェリスト（* 1902年）
- 1945年 - 石井菊次郎、外交官（* 1866年）
- 1945年 - 柳瀬正夢、美術家（* 1900年）
- 1945年 - 安藤照、彫刻家（* 1892年）
- 1945年 - 長良治雄、元プロ野球選手（* 1919年）
- 1954年 - ロバート・キャパ、報道カメラマン（* 1913年）
- 1957年 - ヘルマン・フリートマン、哲学者、法学者（* 1873年）
- 1965年 - サニー・ボーイ・ウィリアムソンII、ブルースハーモニカ奏者（* 1899年）
- 1966年 - リカルド・カスティーリョ、作曲家（* 1894年）
- 1968年 - ゲオルク・フォン・キュヒラー、ドイツ陸軍の元帥（* 1881年）
- 1975年 - 近藤久、元プロ野球選手（* 1918年）
- 1977年 - 有賀鉄太郎、神学者（* 1899年）
- 1978年 - ブルーノ・トウシェク、物理学者（* 1921年）
- 1981年 - ローザ・ポンセル、ソプラノ歌手（* 1897年）
- 1986年 - 木下華声、落語家（* 1912年）
- 1988年 - カール・ウィットフォーゲル、社会学者、歴史学者（* 1896年）
- 1991年 - エーベルハルト・ヴェルディン、作曲家（* 1911年）
- 1996年 - 古賀さと子、歌手、女優（* 1940年）
- 1996年 - ブラッドリー・ノウェル、ミクスチャー・ロック歌手（サブライム）（* 1968年）
- 1999年 - 篠倉伸子、女優（* 1962年）
- 2002年 - 坊屋三郎、芸人、俳優（* 1910年）
- 2002年 - 川上源一、実業家、ヤマハ発動機創業者、第4代日本楽器製造株式会社（現ヤマハ）社長（* 1912年）
- 2005年 - スニール・ダット、政治家、俳優、映画監督、映画プロデューサー（* 1929年）
- 2006年 - 遠山新治、ヴァイオリニスト、昭和プロダクション創業者（* 1917年）
- 2006年 - 池田治、弁護士、政治家（* 1931年）
- 2006年 - デスモンド・デッカー、レゲエミュージシャン（* 1941年）
- 2006年 - 米原万里、ロシア語同時通訳、ノンフィクション作家、エッセイスト、小説家（* 1950年）
- 2007年 - 皮千得、随筆家（* 1910年）
- 2007年 - 北修二、政治家、第58代北海道開発庁長官、第27代沖縄開発庁長官（* 1925年）
- 2008年 - ジョン・リチャード・シンプロット、実業家、シンプロット創業者（* 1909年）
- 2008年 - 西野久子、洋画家（* 1914年）
- 2008年 - 二代目小渕光平、実業家、政治家、元光山社総帥、元群馬県吾妻郡中之条町長（* 1930年）
- 2008年 - ジェレミー・ゴンザレス、元プロ野球選手（* 1975年）
- 2008年 - 川田亜子、アナウンサー（* 1979年）
- 2010年 - 大迫純一、小説家（* 1962年）
- 2010年 - KAGAMI、DJ、ミュージシャン（* 1976年）
- 2011年 - レオノーラ・キャリントン、画家、彫刻家、小説家（* 1917年）
- 2011年 - 奥村和一、元軍人、残留日本兵、映画「蟻の兵隊」主人公（* 1924年）
- 2011年 - ポール・スプリットオフ、野球選手（* 1946年）
- 2012年 - 川村龍一、ラジオパーソナリティ（* 1943年）
- 2012年 - 怡土康男、政治家、元福岡県うきは市長（* 1945年）
- 2014年 - ヴォイチェフ・ヤルゼルスキ、政治家、元ポーランド大統領（* 1923年）
- 2014年 - 大谷晃一、作家、元帝塚山学院大学学長（* 1923年）
- 2014年 - 大久保直彦、政治家（* 1936年）
- 2016年 - 楊絳、作家、翻訳家（* 1911年）
- 2016年 - 牧野由朗、社会学者、愛知大学名誉教授、第12代愛知大学学長（* 1926年）
- 2017年 - 岡田英弘、東洋史学者、東京外国語大学名誉教授 (* 1931年)
- 2018年 - ピート・ケー、オルガニスト、作曲家（* 1927年）
- 2018年 - 河島英昭、イタリア文学者、東京外国語大学名誉教授（* 1933年）
- 2019年 - クラウス・フォン・ビューロー、法律家、演劇評論家（* 1926年）
- 2019年 - レネ・グレイ、プロレスラー（* 1932年）
- 2019年 - 蔡安邦、物理学者、東北大学教授（* 1958年）
- 2020年 - バドン、元サッカー選手、指導者（* 1956年）
- 2020年 - 高瀬将嗣、殺陣師、映画監督（* 1957年）
- 2020年 - ジョージ・フロイド、労働者、アーティスト（* 1973年）
- 2021年 - ジョン・ウォーナー、政治家、海軍軍人、第61代海軍長官（* 1927年）
- 2021年 - 和田亮介、実業家、エッセイスト、元和田哲（現ワテックス）会長（* 1931年）
- 2022年 - 葛西敬之、実業家、JR東海名誉会長（* 1940年）
- 2022年 - ギョーム・ビドー 、歌手（* 1978年）
- 2023年 - ヘーゼル・プラマー、スーパーセンテナリアン（* 1908年）
- 2023年 - 十五世杵屋喜三郎、長唄唄方、人間国宝（* 1923年）
- 2023年 - 松野浩二、実業家、元日立金属社長（* 1930年）
- 2024年 - リチャード・シャーマン、作曲家（* 1928年）
- 2024年 - アルバート・S・ラディ、映画プロデューサー（* 1930年）
- 2024年 - 大潮憲司、元大相撲小結、年寄第9代式守秀五郎（* 1948年）
- 2024年 - 菅良幸、脚本家（* 1956年）

### 人物以外（動物など）
- 2010年 - オースミダイナー、競走馬（* 1988年）

## 記念日・年中行事

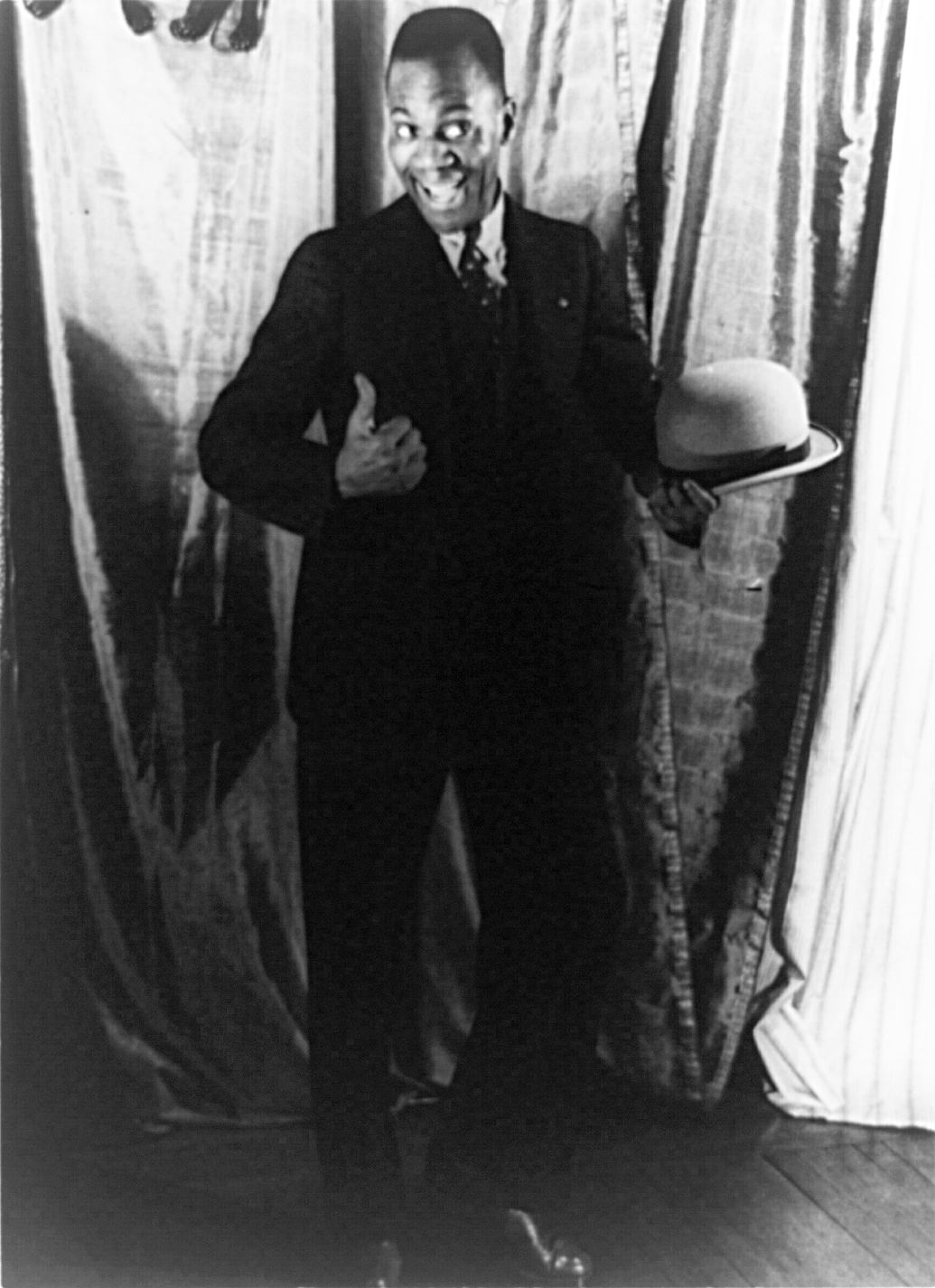
「タップの神様」、ダンサービル・ボージャングル・ロビンソン(1878-1949)。

- アフリカの日・アフリカ解放の日（アフリカ連合）
1963年のこの日、アフリカ統一機構（OAU、現在のアフリカ連合(AU)）が発足したことを記念。
- タオルの日
『銀河ヒッチハイク・ガイド』シリーズの著者、ダグラス・アダムズにまつわる記念日。作中にタオルが登場する。
- 世界甲状腺デー
2008年に欧州甲状腺学会が定めた。
- タップダンスの日（ アメリカ合衆国）
「タップの神様」と呼ばれたビル・ボージャングル・ロビンソンの誕生日。1988年9月に米国議会に提出され、1989年11月にブッシュ大統領が署名した法律により制定された。
- 独立記念日（ ヨルダン）
1946年のこの日に、ヨルダンがイギリスの国際連盟委任統治領から独立したことを記念。
- 解放記念日（英語版）（ レバノン）
2000年のこの日、レバノン南部を22年間占領していたイスラエル軍が撤退したことを記念。
- 最初の政府を記念する日（五月革命記念日）（ アルゼンチン）
1810年のこの日、アルゼンチンでスペインからの解放を求める五月革命が起こった。
- 食堂車の日（ 日本）
1899年のこの日に私鉄の山陽鉄道（現 山陽本線）に京都駅〜三田尻駅間を走る急行列車に日本初の食堂車が登場した[16]。
- 納本制度の日（ 日本）
1948年のこの日から国立国会図書館において納本の受付が始まったことにちなみ、2008年に60周年を記念して国会図書館が定めた[17]。
- 広辞苑記念日（ 日本）
1955年（昭和30年）5月25日に岩波書店の国語辞典『広辞苑』の初版が刊行されたことにちなむ[18]。
- 別所線の日（ 日本）
上田電鉄別所線の存続を目的に、市民団体「別所線の将来を考える会」が制定[19]。日付は、別所線のシンボルである丸窓電車「モハ5250」の525から。
- プリンの日（ 日本）
オハヨー乳業株式会社が制定。日付は25を「プリンを食べると思わずニッコリ」の「ニッコリ」と読む語呂合わせから[20]。
- 主婦休みの日（ 日本）
主婦がほっと一息ついて自分磨きやリフレッシュするのが目的で、株式会社サンケイリビング新聞社が中心になって制定。日付は年末年始、ゴールデンウィーク、夏休みなどの主婦が忙しい時期のあとの1月25日、5月25日、9月25日の年3日を設定した[21][22]。
- ターミネーターの日（ 日本）
アーノルド・シュワルツェネッガー主演の映画『ターミネーター』シリーズの第1作が1985年5月25日に公開されたことを記念して、2015年に日本記念日協会によって認定された[23]。
- ホゴネコの日（ 日本）
日本の猫の殺処分ゼロを目指す株式会社ネコパブリックが制定。記念日を通じて保護猫がなぜ生まれるかのかを考えてもらい、ひとつの命を最後まで大切にする文化を根付かせるのが目的。日付は、「0525」をホゴネコと読む語呂合わせから[24]。
- 鶴岡天神祭（化けものまつり）（ 日本）
山形県鶴岡市にある菅原道真公を祀る鶴岡天満宮の例祭で、毎年5月25日行われる。庄内三大祭のひとつに数えられており、編笠と手拭で顔を隠した「化けもの」が道行く人に無言で酒を振る舞うという奇祭。全国に数ある天神祭の中でも「化けもの」が活躍するのは鶴岡のみで、通称「化けものまつり」と呼ばれている[25]。